# 야치요촌 (도쿠시마현)
야치요촌(八千代村)은 일본 도쿠시마현 미마군에 설치되었던 촌이다. 현재의 쓰루기정의 일부에 해당한다.